# Deir-el-Medineh
Deir-el-Medineh, eller Deir-al-Madinah, eller Deir el-Medina, (arabiska: دير المدينة), är en antik egyptisk by som var hem för de hantverkare som byggde tempel och gravar åt faraoner under det Nya rikets tidsperiod. Deir-el-Medineh ligger 1 km söder om Konungarnas dal vid Nilens västra flodbank nära det nuvarande Luxor, i Egypten.
Från Egyptens artonde dynasti (1550–1290 f.Kr.) bodde hantverkarna som anlade kungagravarna vid Deir-el-Medineh. De byggde även sina egna gravar i direkt anslutning till sina bostäder. Deras gravar från den artonde dynastin var enkla odekorerade schaktgravar. I dessa gravar har hittats mycket utrustning som har använts vid uppförandet av de kungliga gravarna. Under Egyptens nittonde dynasti (1290–1190 f.Kr.) blev gravarna i Deir-el-Medineh mer dekorerade med mycket färgglada väggmålningar och inristningar. Ofta avbildas olika scener från De dödas bok. Den mest kända graven är den för dekoratören Sennedjem vars pyramidformade grav har blivit rekonstruerad. I nordvästra delen av Deir-el-Medineh finns ett tempel tillägnat gudinnan Hathor.. Byn var uppbyggd längs en huvudgata och de flesta husen är byggda i ett plan av lera, även om även sten användes mot slutet av byns existens.
Som mest ska byn varit 5600 m² och varit hem för ungefär 68 familjer, och omkring 40 ytterligare utanför murarna. Hantverkarna var t.ex. stenhuggare, spacklade, vattenbärare, målare eller dekoratörer och de kunde även vara administratörer. Hantverkarna, som var egyptier, nubier och asiater, stod för bygget av huvuddelen av gravarna i Konungarnas och Drottningarnas dalar och templen i Thebes nekropolis, däribland de berömda gravarna över Tutankhamon och Nefertari och minnestemplen över Ramses II, Amenhotep II och Hatshepsut, vilka alla kan ses än idag.
Byns beskyddarinna var kobragudinnan Meretseger, som sas bo på det pyramidformade berget al-Qurn som står mellan Deir al-Madinah och Konungarnas dal. I byn dyrkades även Maat, rättvisans och balansens gudinna, Thoth, skrivarnas och målarnas beskyddare samt Khnum, krukmakarnas och skulptörernas gud. Enligt en legend ska byns invånare även dyrkat Amenhotep I som grundaren och beskyddaren av hantverkargillet.
Under sin aktiva tid hette bosättningen Set Maat her imenty Waset - "Maats plats, (alltså Sanningens plats) väster om Thebe". Det nuvarande arabiska namnet Deir-el-Medineh betyder stadens kloster. Vid tiden för den arabiska erövringen av Egypten, hade byns ptolemaiska tempel blivit en kristen kyrka.
Byn övergavs och plundrades senare under perioden efter Ramses XI:s död i slutet av Egyptens tjugonde dynasti (1190–1070 f.Kr.). Deir-el-Medineh grävdes ut av Ernesto Schiaparelli (1905–1909) och Bernard Bruyère (1917–1947). Tillsammans med det antika Thebe och Konungarnas dal blev Deir-el-Medineh år 1979 listat av Unesco som världsarv.

## Galleri

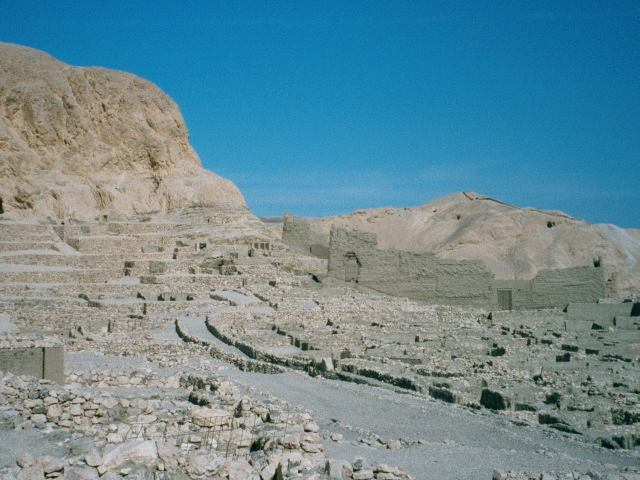
Utgrävningsområdet vid Deir-el-Medineh.
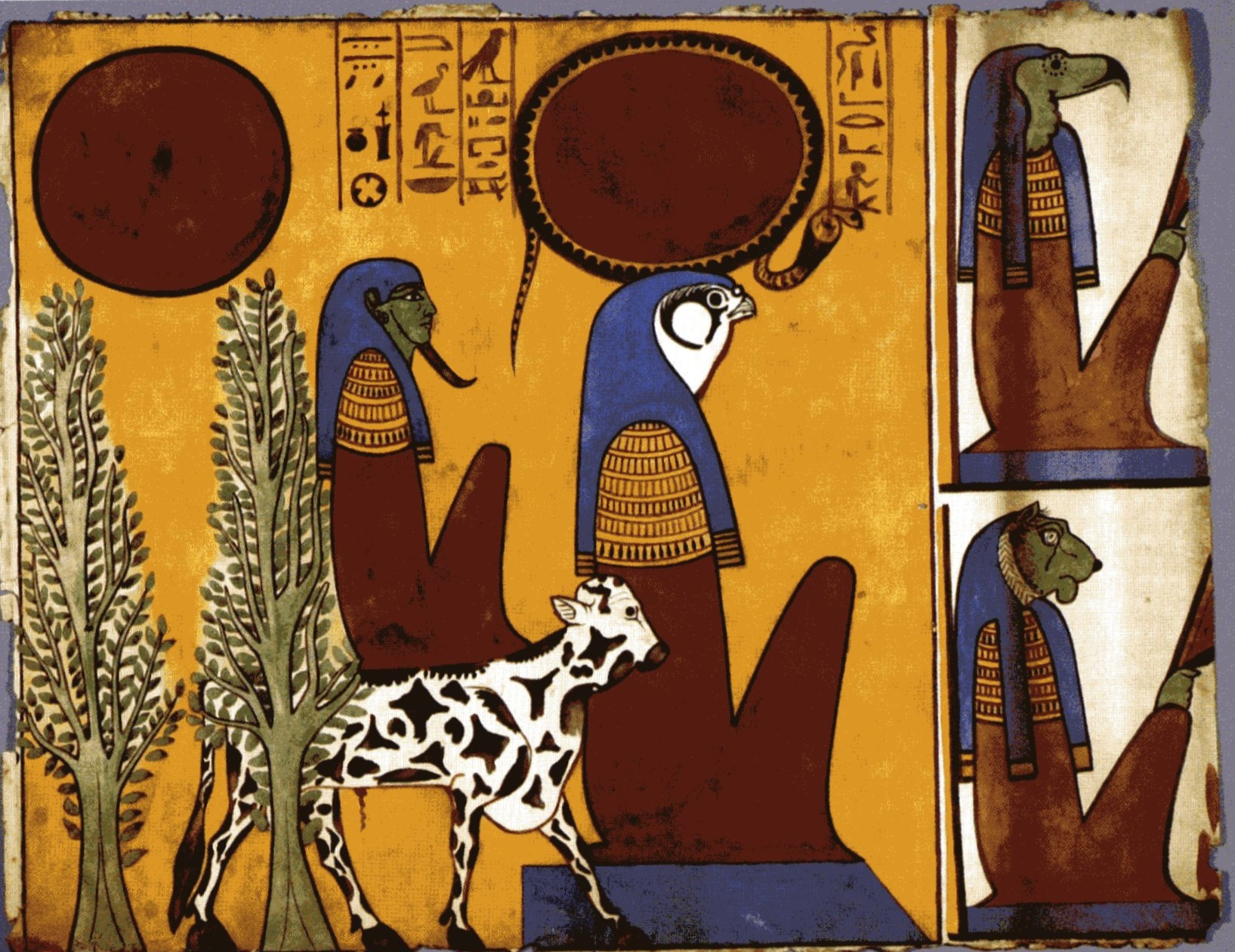
Målning från Sennedjems grav.
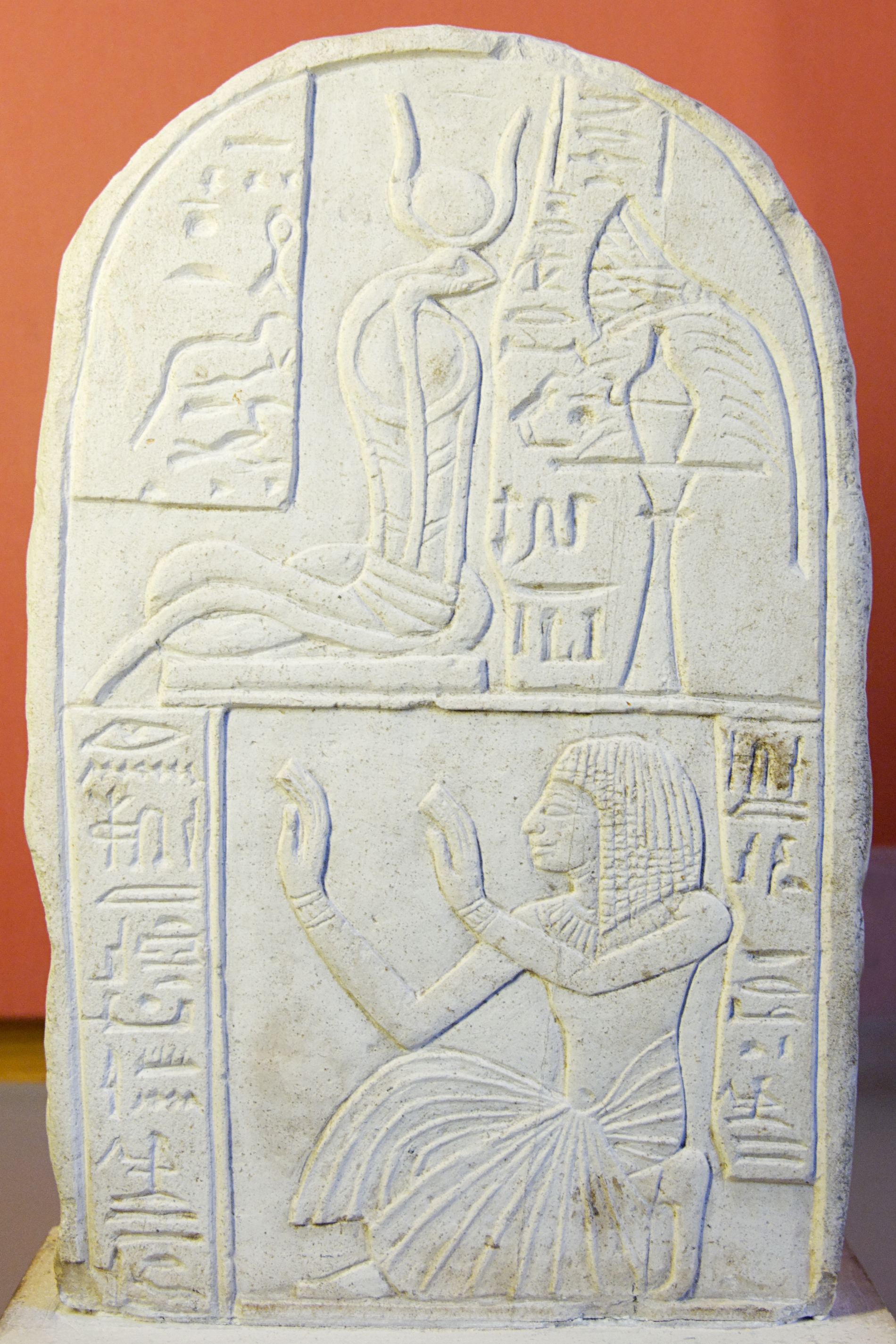
En stele från Deir-el-Medineh.
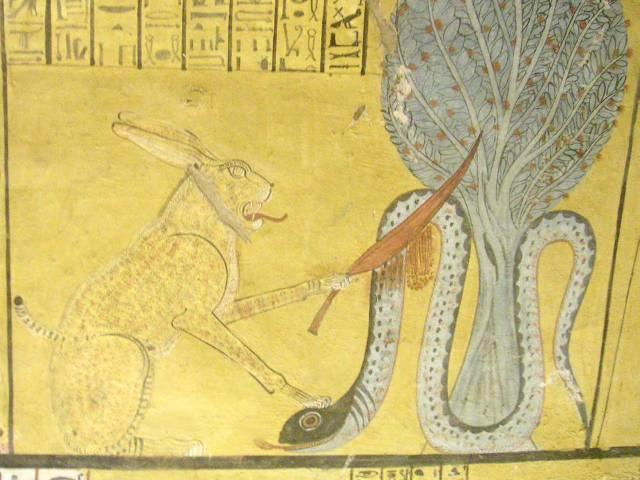
En väggmålning från Deir-el-Medineh.